# Circuito de Barcelona-Cataluña

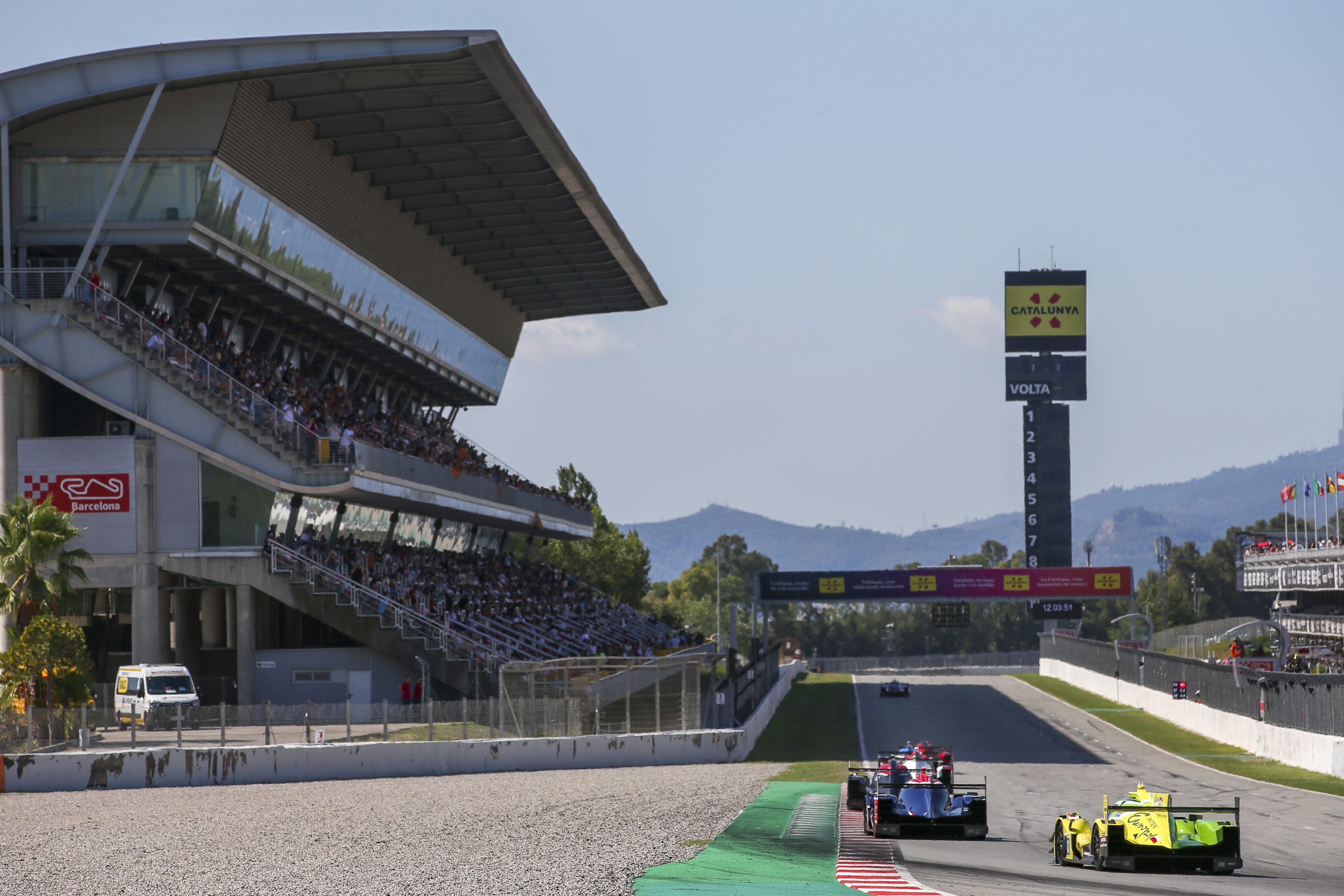
Recta de meta del Circuit de Catalunya (2022).

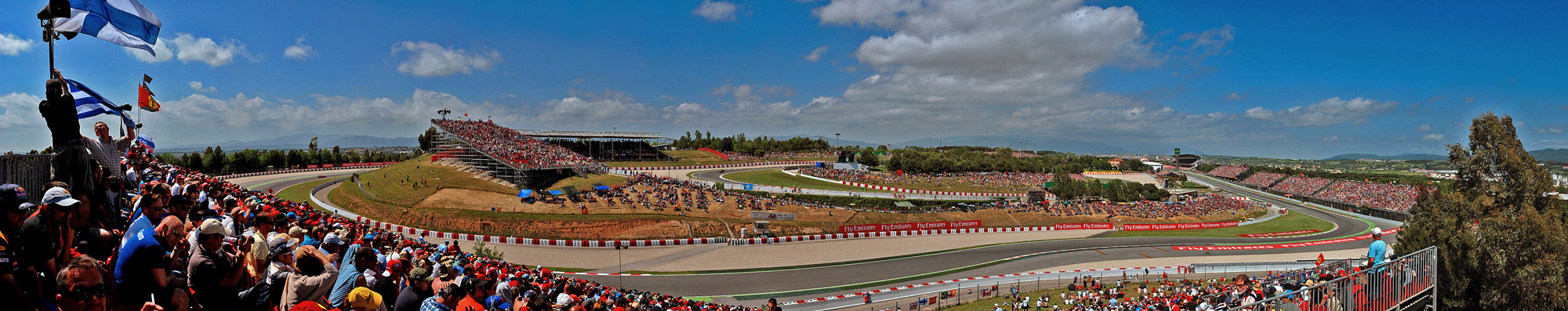
Circuito de Barcelona-Cataluña desde grada A

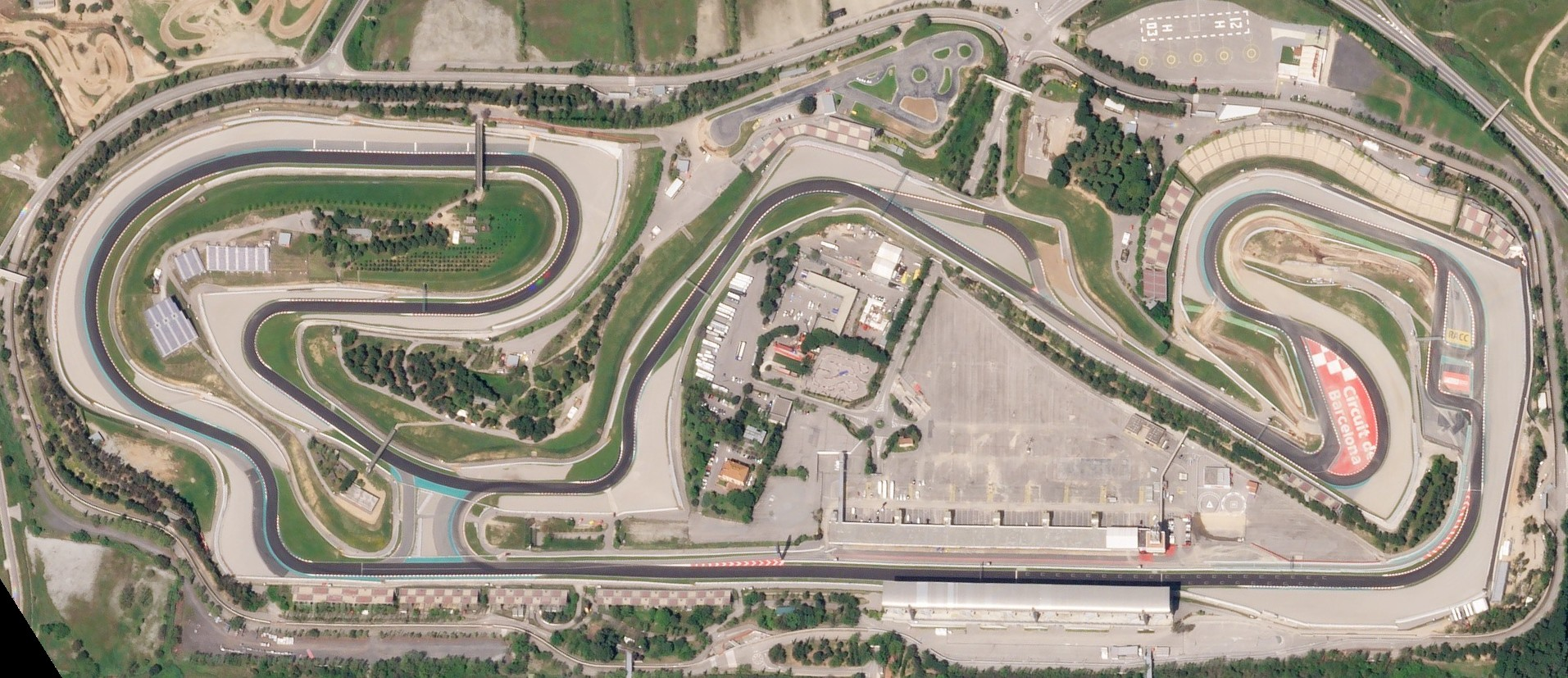
Vista aérea del complejo (2018).

El Circuito de Barcelona-Cataluña (en catalán y oficialmente, Circuit de Barcelona-Catalunya), también conocido como Circuito de Montmeló o Circuito de Barcelona, es un autódromo situado en las poblaciones de Montmeló (sectores 1 y 2) y Granollers (sector 3), en la provincia de Barcelona, comunidad autónoma de Cataluña, España. Inaugurado en el año 1991, tiene un aforo de 140.700 espectadores, y acoge diversas competiciones entre las que destacan el Gran Premio de España de Fórmula 1 y el Gran Premio de Cataluña de Motociclismo del Campeonato Mundial de Motociclismo. El circuito es una instalación pública, cuya titularidad pertenece a un consorcio formado por la Generalidad de Cataluña, el Real Automóvil Club de Cataluña (RACC), el Ayuntamiento de Montmeló, el Ayuntamiento de Barcelona.

## Historia
El 3 de octubre de 1986, el Parlamento de Cataluña aprobó por unanimidad una proposición no de ley, instando al gobierno regional a "coordinar los organismos pertinentes, con el fin de estudiar y unir esfuerzos para la creación de un nuevo circuito permanente de velocidad". El 24 de febrero de 1989 se constituyó el Consorcio del Circuito de Cataluña entre la Generalidad de Cataluña, el Ayuntamiento de Montmeló y el Real Automóvil Club de Cataluña, y se firmó un convenio con el Consejo Superior de Deportes (CSD). Ese mismo día, se puso la primera piedra del Circuito de Cataluña.
En septiembre de 1991 se terminó  el circuito, el día de la inauguración los vehículos encargados de estrenar el asfaltado fueron los recientes SEAT Toledo GT-16v junto a los Audi 100 y los Fórmula 3 de Volkswagen, desplazados expresamente desde Alemania. Cinco días después de la inauguración oficial el 10 de septiembre de 1991, el Circuito de Cataluña acogió la primera carrera oficial, el Campeonato de España de Turismos con victoria del expiloto de F1, Luis Pérez Sala. El 29 de septiembre de 1991 se disputó el 35.º Gran Premio de España de Fórmula 1, sucediendo al Circuito de Jerez como sede. Hacía más de 15 años que no se disputaba un GP de Fórmula 1 en la región catalana. El Mundial de motociclismo llegaría un año más tarde con la celebración del GP de Europa, nombre que cambió por el de Gran Premio de Cataluña a partir de 1996. Durante los Juegos Olímpicos de Barcelona 1992, el Circuito fue el punto de partida y la meta de la prueba de 100 kilómetros contrarreloj por equipos de ciclismo en ruta. 
El Campeonato de la FIA de Sport Prototipos visitó Cataluña desde 1999 hasta 2002, el Campeonato Europeo de Turismos y el Campeonato FIA GT en 2003, la World Series by Renault desde 2002 hasta 2004 y desde 2006 hasta 2011, el Deutsche Tourenwagen Masters desde 2006 hasta 2009, la European Le Mans Series en 2008 y 2009, la Fórmula 3000 Europea desde 2006 hasta 2008, y el International GT Open a partir de 2006. Allí compiten además los principales campeonatos nacionales de circuitos, tales como el Campeonato de España de Velocidad, el Campeonato de España de GT y el Campeonato de España de F4. También se utilizó como final de la última etapa de la Volta a Cataluña de 2009 y 2010. Por otra parte, el Campeonato Mundial de Rallycross compitió entre 2015 y 2022 en un circuito mixto montado en el tercer sector del trazado original. 
La asistencia de público al Gran Premio de España, y al Gran Premio de Cataluña de Motociclismo, fue cayendo notablemente desde el año 2007, complicando la solvencia económica de esta instalación. Desde como mínimo el año 2009, el circuito es deficitario económicamente y en el período 2009-2018 se generaron 50,5 millones de euros de pérdidas. En 2013, debido a los problemas financieros que presentaba la organización del circuito para mantener las competiciones internacionales, el Ayuntamiento de Barcelona se unió al consorcio gestor del circuito para seguir sosteniéndose gracias a cuantiosos caudales de dinero público. A cambio, el circuito cambió su nombre de Circuito de Cataluña a Circuito de Barcelona-Cataluña.
Debido a las irregularidades detectadas en la auditoría de 2018, el Ayuntamiento de Barcelona decidió anular la subvención económica que hasta este momento recibía el circuito, agravando su economía. Ante los malos resultados, algunos altos cargos de la Generalidad de Cataluña se han planteado en ocasiones la eliminación de la Fórmula 1 en esta instalación Sin embargo, el circuito generó dicho año, 340 millones de euros de ingresos para la economía española y una recaptación de impuestos de 40 millones de euros que compensan y justifican la reinversión pública de los mismos.
Tras casi cerrarse la entrada de inversión pública, la continuidad del GP de F1 estuvo en dudas más allá de 2020, pero tras un 'sold-out' de entradas en los años siguientes y ante una posible amenaza de traslado del Gran Premio de España a Madrid, en 2023 y 2024 volvieron las fuertes inversiones y mejoras en las instalaciones del circuito, que por el momento han incluido la deseada ampliación de la escapatoria de la primera curva, una nueva torre de tiempos, un cambio de cara del podio, un nuevo edificio sobre la pista situado antes de la curva 10, un nuevo edificio para Vips al lado de la salida de los boxes, la remodelación de los palcos superiores a los boxes y la cubierta de la grada Vip.

## Datos sobre el trazado
|                                 |
| Trazado GP original (1991–1994) |

|                                                 |
| Trazado GP 2 (1995-2003 (FIA)/ 1995-2016 (FIM)) |

|                                      |
| Trazado GP 3 + variantes (2004-2020) |

|                                  |
| Trazado GP 4 + variantes (2021-) |

|                                    |
| Circuito de Rallycross (2015-2022) |

Obras importantes
- 1991: Inauguración

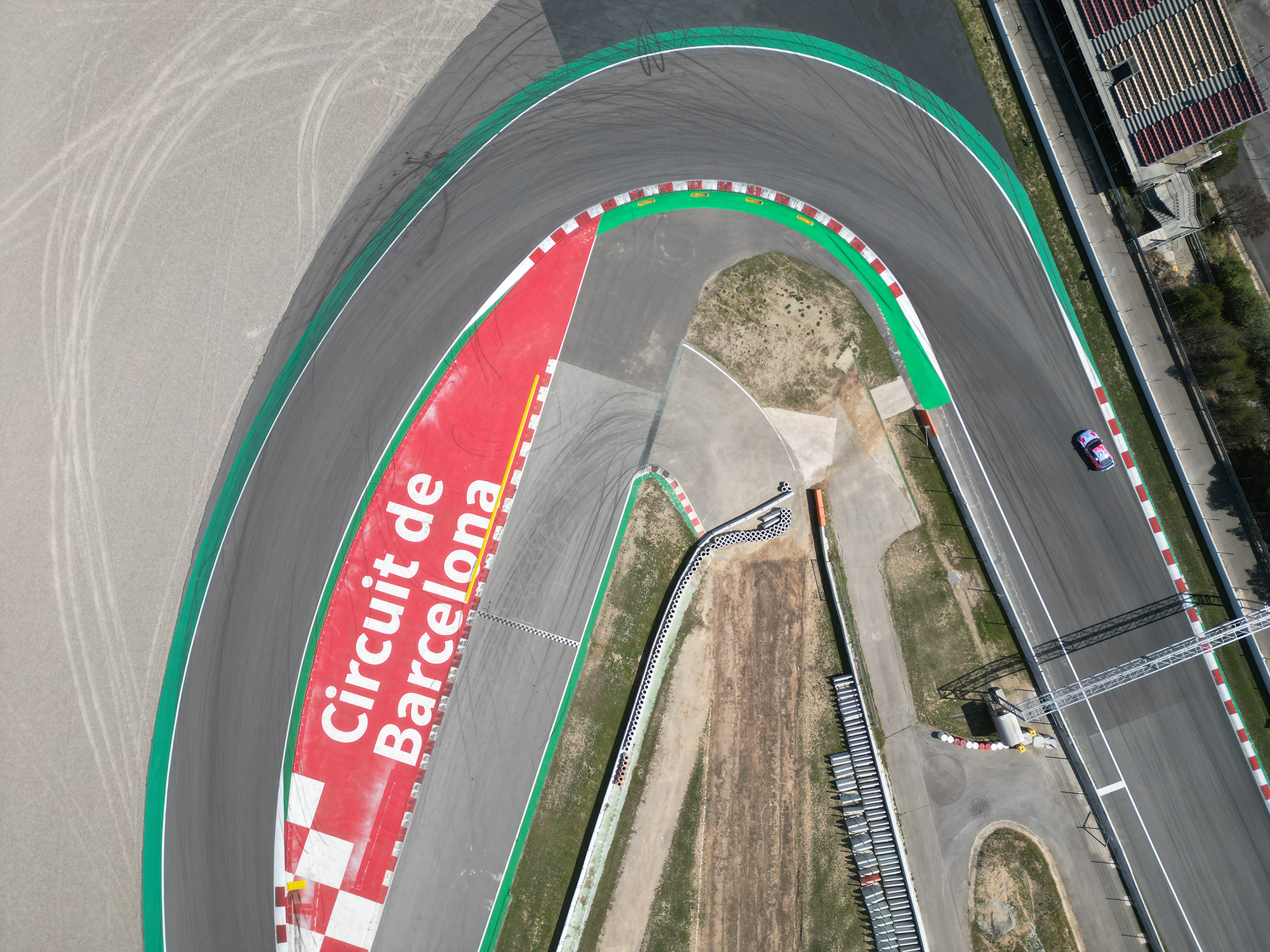
Curva 10 del Circuit de Barcelona-Catalunya (2023)

- 1995: Se elimina la chicane Nissan alargando la recta trasera. El trazado pasa de 4747 a 4728 metros.
- 2001-2002: Nuevo marcador de posiciones y nueva tribuna de recta de meta. Se elimina publicidad de la Caixa de recta de meta. Remodelación de la sala de prensa. Ligera modificación de la última curva. El trazado pasa de 4728 a 4730 metros.
- 2004: Remodelación para automovilismo de la curva 10. Ampliación de las escapatorias de frenada y aceleración de la curva 4. El trazado FIA pasa de 4730 a 4627 metros.
- 2005: Ampliación de la escapatoria de la curva 2 y de la escapatoria de frenada de la curva 5.
- 2007: Se añade una chicane entre la curva 13 y la última curva. El trazado FIA pasa de 4627 a 4655 metros.[25]
- 2008: Asfaltado de las escapatorias de las curvas 1, 2, 3 y 12
- 2015: Se construye el trazado Rallycross en el sector 3.[26]
- 2017: Se añade una chicane para motociclismo entre la curva 12 y la chicane existente tras la muerte de Luis Salom, que no llega a usarse en la carrera de ese año. Eliminación del asfaltado de la escapatoria, desmontaje de gradas y ampliación de la escapatoria de esa curva.
- 2021: Modificación de la curva 10, imitando su perfil original, para ampliar la escapatoria. El trazado pasa de 4655 a 4675 metros.[27]
- 2023: Ampliación de la escapatoria de la curva 1. Nueva torre de tiempos.[28]
- 2024: 2 nuevos edificios y diferentes mejoras en las salas y tribuna VIP.[22][23]

### Patrocinadores de las curvas
Pese a que en la mayoría de circuitos las curvas se dedican a entes o entidades relacionadas con el mundo del motorsport a modo de homenaje, en el Circuito de Barcelona-Cataluña siempre se han otorgado a diferentes empresas a modo de patrocinio.
- Curva 1: Elf, empresa francesa de la industria petrolífera.
- Curva 2: Abolafio, constructora española
- Curva 3: Curvón Renault, fabricante francés de automóviles.
- Curva 4: Repsol, empresa española de la industria petrolífera.
- Curva 5: SEAT, fabricante español de automóviles.
- Curva 7: Würth, empresa alemana de venta de materiales de fijación y montaje. / TV3, televisión pública catalana.
- Curva 8: Placo Saint-Gobain, fabricante de yeso español.
- Curva 9: Campsa, empresa española de la industria petrolífera.
- Chicanne 1991-1994: Nissan, fabricante japonés de automóviles.
- Curva 10: La Caixa, banco español.
- Curva 11: Banco Sabadell, banco español.
- Curva 12: Europcar, empresa francesa de alquiler de coches.
- Chicanne 2007-2021: RACC, club de automovilistas de Cataluña.
- Curva 13: New Holland, fabricante estadounidense especializado en maquinaria agrícola. / Cataluña, Agencia Catalana pública de Turismo.

## Competiciones
| Competición                                                               |
| ------------------------------------------------------------------------- |
| Fórmula 1, Fórmula 2, Fórmula 3, Porsche Supercup                         |
| Moto GP, Moto2, Moto3                                                     |
| International GT Open, Eurofórmula Open                                   |
| Campeonato de España de Resistencia, Campeonato de Catalunya de Velocidad |
| 24 Horas de Barcelona, 24 Horas de Cataluña                               |
| V de V Endurance Series                                                   |

## Ganadores

### Campeonato de Fórmula 2 de la FIA
| Año  | Piloto              | Escudería      | Fecha        | Resultados |
| ---- | ------------------- | -------------- | ------------ | ---------- |
| 2017 | Charles Leclerc     | PREMA Racing   | 15 de mayo   | Resultados |
| 2017 | Nobuharu Matsushita | ART Grand Prix | 14 de mayo   | Resultados |
| 2018 | George Russell      | ART Grand Prix | 12 de mayo   | Resultados |
| 2018 | Jack Aitken         | ART Grand Prix | 13 de mayo   | Resultados |
| 2019 | Nicholas Latifi     | DAMS           | 11 de mayo   | Resultados |
| 2019 | Nyck de Vries       | ART Grand Prix | 12 de mayo   | Resultados |
| 2020 | Nobuharu Matsushita | MP Motorsport  | 15 de agosto | Resultados |
| 2020 | Felipe Drugovich    | MP Motorsport  | 16 de agosto | Resultados |
| 2022 | Felipe Drugovich    | MP Motorsport  | 21 de mayo   | Resultados |
| 2022 | Felipe Drugovich    | MP Motorsport  | 22 de mayo   | Resultados |
| 2023 | Frederik Vesti      | PREMA Racing   | 3 de junio   | Resultados |
| 2023 | Oliver Bearman      | PREMA Racing   | 4 de junio   | Resultados |
| 2024 | Victor Martins      | ART Grand Prix | 22 de junio  | Resultados |
| 2024 | Jak Crawford        | DAMS Lucas Oil | 23 de junio  | Resultados |
| 2025 | Richard Verschoor   | MP Motorsport  | 31 de mayo   | Resultados |
| 2025 | Arvid Lindblad      | Campos Racing  | 1 de junio   | Resultados |

### Campeonato de Fórmula 3 de la FIA
| Año  | Piloto            | Escudería             | Fecha        | Resultados |
| ---- | ----------------- | --------------------- | ------------ | ---------- |
| 2019 | Robert Shwartzman | PREMA Racing          | 11 de mayo   | Resultados |
| 2019 | Jehan Daruvala    | PREMA Racing          | 12 de mayo   | Resultados |
| 2020 | Jake Hughes       | HWA RACELAB           | 15 de agosto | Resultados |
| 2020 | Oscar Piastri     | Prema Racing          | 16 de agosto | Resultados |
| 2021 | Alexander Smolyar | ART Grand Prix        | 8 de mayo    | Resultados |
| 2021 | Olli Caldwell     | Prema Racing          | 8 de mayo    | Resultados |
| 2021 | Dennis Hauger     | Prema Racing          | 9 de mayo    | Resultados |
| 2022 | David Vidales     | Campos Racing         | 21 de mayo   | Resultados |
| 2022 | Victor Martins    | ART Grand Prix        | 22 de mayo   | Resultados |
| 2023 | Zak O'Sullivan    | Prema Racing          | 3 de junio   | Resultados |
| 2023 | Pepe Martí        | Campos Racing         | 4 de junio   | Resultados |
| 2024 | Mari Boya         | Campos Racing         | 22 de junio  | Resultados |
| 2024 | Arvid Lindblad    | Prema Racing          | 23 de junio  | Resultados |
| 2025 | Ivan Domingues    | Van Amersfoort Racing | 31 de mayo   | Resultados |
| 2025 | Rafael Câmara     | Trident               | 1 de junio   | Resultados |